# Peso de las ciudades
El peso de las ciudades es un concepto utilizado para referirse al resultado de la de valoraciones cuantitativas y reflexiones realizadas sobre la cantidad de recursos consumidos por las ciudades. Para obtener este resultado, se tienen en cuenta los recursos consumidos, las alternativas sostenibles y una gestión más eficiente de los recursos. Este concepto fue plasmado en el informe desarrollado por los expertos que han trabajado en el Panel Internacional de los Recursos, de ONU Medio ambiente.

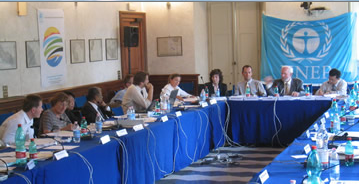
El Panel Internacional de Recursos

La estrategia,  basada en una urbanización eficiente y en la gestión de los recursos consumidos en las ciudades y plasmada en el Panel Internacional de Recursos (IRP), se ajusta a los objetivos de la Nueva Agenda Urbana, aprobada por la Conferencia de las Naciones Unidas sobre la Vivienda y el Desarrollo Urbano Sostenible en octubre de 2016 en Quito (Ecuador).
La población mundial se asienta fundamentalmente en zonas urbanas, siendo donde se producen el mayor consumo de recursos y de emisiones de gases de efecto invernadero (GEI) contribuyendo al cambio climático. Las ciudades son responsables de aproximadamente el 60% del total mundial del ‘consumo doméstico de materiales’ (CDM)
Las ciudades tienden a un crecimiento urbano elevado por lo que la utilización de sus recursos naturales debe hacerse de forma más eficiente en relación con el transporte, inmuebles comerciales, y calefacción y refrigeración de edificios con el fin de reducir el consumo de energía, las emisiones de gases de efecto invernadero (GEI) y el uso del agua.
En la Cumbre del Clima (COP26) de Glasgow (Reino Unido) se trata la adaptación, la mitigación, la financiación y la cooperación internacional como eje principal en la  colaboración a la disminución de la temperatura del planeta  y sus consecuencias, especialmente prestando atención a la adaptación de los territorios más vulnerables ante los fenómenos meteorológicos extremos que ya sufren los países más desfavorecidos y que menos contribuyen a la crisis climática.

## Concepto
Peso de las ciudades es como se denomina al informe elaborado por el Panel Internacional de los Recursos, donde "se evalúan la infraestructura, la tecnología, los patrones espaciales y los cambios de gobernanza necesarios para transitar hacia modos de desarrollo urbano socialmente inclusivos, eficientes en uso de recursos y sostenibles".
Los objetivos son: conseguir una urbanización en la que ‘nadie se quede atrás’, que se logren “economías sostenibles e inclusivas” y la ‘sostenibilidad ambiental’. Todo esto unido a la consecución de la eficiencia de los recursos, a la baja emisión de gases de efecto invernadero y a la construcción de viviendas, infraestructuras y servicios básicos resilientes. 
El informe hace un llamamiento a una nueva estrategia para la urbanización del siglo 21 con acciones específicas sobre planificación urbana y la eficiencia de los recursos con un cambio de enfoque.  En "El peso de las ciudades" se plantease propone cambiar el enfoque económico de gobernanza de "ciudades competitivas" por un enfoque de "ciudades bien fundadas" que sirva a los intereses de todos los ciudadanos. La transición hacia ciudades socialmente justas, con bajas emisiones de carbono y un uso eficiente de recursos naturales es fundamental para lograr los Objetivos de Desarrollo Sostenible y la Nueva Agenda Urbana, de ahí la necesidad de disminuir los consumos y los residuos.

## Consumo Doméstico de Materiales (CDM)
El Panel Internacional de los Recursos ha concluido con un informe al que han denominado Peso de las ciudades,  ha tenido en cuenta como medida de cuantificación el denominado Consumo Doméstico de Materiales (CDM). Este indicador CDM calcula el peso de las ciudades a través de los flujos de los recursos empleados en un territorio y en un periodo de tiempo determinados.
El CDM es la diferencia entre las entradas directas de materiales y el total de materiales consumidos, expresado mediante la fórmula: CDM = ED – BCF,  es decir la diferencia entre Extracción doméstica: Materiales extraídos del medio ambiente, que se utilizan en la actividad económica y BCF Balanza comercial física (Importaciones netas – Exportaciones netas). 

## Transición hacia ciudades socialmente justas
Para lograr los Objetivos de Desarrollo Sostenible y la Nueva Agenda Urbana y lograr que las ciudades tiendan a ser socialmente justas, con bajas emisiones de carbono y un uso eficiente de recursos naturales, hay que tener en cuenta conceptos como:
- Los metabolismos urbanos deberían regirse por economías circulares y no lineales.
- Realizar una planificación estratégica por parte de los gobiernos locales.
- La planificación de las ciudades debe debe pensares para las personas y no para los vehículos, con el fin de alcanzar un desarrollo sostenible e inclusivo.
- Potenciar la innovación en las ciudades en favor del uso eficiente de los recursos.
- Disminuir las desigualdades y situaciones de marginación, discriminación y desesperanza que sufren las personas más vulnerables.
- Acabar con la discriminación de género que representa una discriminación estructural y una desventaja para las mujeres en cuanto a oportunidades y al uso de los espacios urbanos.[6]
- Fomento de comportamientos sostenibles.
- Facilitar el acceso a la financiación, especialmente para los más vulnerables, y ampliar las iniciativas de alivio de la deuda de estos países.[3]